# CSNET
CSNET(Computer Science Network)은 1981년 미국에서 시작된 컴퓨터 네트워크이다. 목적은 자금 또는 승인 제한으로 인해 ARPANET에 직접 연결할 수 없는 학술 및 연구 기관의 컴퓨터 과학 부서를 위해 네트워킹 혜택을 확장하는 것이었다. 이는 국가 네트워킹에 대한 인식과 접근을 확산시키는 데 중요한 역할을 했으며, 글로벌 인터넷 발전 경로에 있어 중요한 이정표였다. CSNET은 1981년부터 1984년까지 초기 3년 동안 미국 국립과학재단(National Science Foundation)의 자금 지원을 받았다.

## 역사
위스콘신 대학교 매디슨의 로렌스 랜드웨버(Lawrence Landweber)는 대학 컨소시엄(조지아 공과대학교, 미네소타 대학교, 뉴멕시코 대학교, 오클라호마 대학교, 퍼듀 대학교, 캘리포니아 대학교 버클리, 유타 대학교, 버지니아 대학교, 워싱턴 대학교, 위스콘신 대학교 매디슨, 예일 대학교)을 대신하여 원본 CSNET 제안을 준비했다. 미국 국립과학재단(NSF)은 델라웨어 대학교의 데이비드 J. 파버(David J. Farber)에게 검토를 요청했다. 파버는 이미 전자 메일 개발에 적극적으로 참여하고 있던 대학원생 데이브 크로커(Dave Crocker)에게 작업을 할당했다. 이 프로젝트는 흥미로운 것으로 간주되었지만 상당한 개선이 필요했다. 이 제안은 결국 빈트 서프와 방위고등연구계획국(DARPA)의 지지를 얻었다. 1980년에 NSF는 네트워크 개시를 위해 500만 달러를 지원했다. 당시 NSF에게는 이례적으로 큰 프로젝트였다. 계약 체결에 대한 규정은 네트워크가 1986년까지 자급자족할 수 있어야 한다는 것이었다.
첫 번째 관리팀은 랜드웨버(위스콘신 대학교), 파버(델라웨어 대학교), 피터 J. 데닝(퍼듀 대학교), 앤서니 C. 헌(랜드 연구소), NSF의 빌 컨(Bill Kern)으로 구성되었다. CSNET이 완전히 작동되자 시스템과 진행 중인 네트워크 운영은 1984년까지 매사추세츠주 케임브리지에 있는 볼트 베라넥과 뉴먼(BBN)의 리처드 에드미스턴이 이끄는 팀으로 이전되었다.
피터 데닝, 더글러스 코머 및 폴 맥냅으로 구성된 퍼듀 팀은 ARPANET 인프라 외부의 사이트가 텔넷과 같은 공용 X.25 네트워크를 통해 연결할 수 있도록 하는 커널 인터페이스를 설계하고 구축하는 일을 담당했다. 이 메커니즘을 통해 TCP/IP 네트워크 스택이 있는 시스템은 X.25 네트워크 장치를 사용할 수 있으며 IP 데이터그램은 동적으로 할당된 X.25 세션을 통해 전송된다. ARPANET 액세스가 가능한 퍼듀 및 기타 사이트는 ARPANET에 대한 게이트웨이 역할을 하여 ARPANet이 아닌 사이트가 이메일, 텔넷, FTP 및 기타 형태의 네트워크 액세스를 ARPANET에 직접 가질 수 있도록 한다.
1981년에는 델라웨어 대학교, 프린스턴 대학교, 퍼듀 대학교 등 세 곳이 연결되었다. 1982년까지 24개 사이트가 연결되었으며, 1984년에는 이스라엘 1개 사이트를 포함해 84개 사이트로 확대되었다. 그 후 얼마 지나지 않아 호주, 캐나다, 프랑스, 독일, 대한민국 및 일본의 컴퓨터 공학과와의 연결이 구축되었다. CSNET은 결국 180개 이상의 기관을 연결했다.
네트워크상의 무료 소프트웨어 배포에 대한 최초의 실험 중 하나인 Netlib는 CSNET에서 가능했다.
CSNET은 결국 인터넷의 백본이 된 NSFNet(National Science Foundation Network)의 전신이었다. CSNET은 1989년까지 자율적으로 운영되었으며, 이후 비트넷(Bitnet)과 합병되어 CREN(Corporation for Research and Educational Networking)이 설립되었다. 1991년까지 NSFNET과 NSF가 후원하는 지역 네트워크의 성공으로 인해 CSNET 서비스가 중복되었으며 CSNET 네트워크는 1991년 10월에 폐쇄되었다.